# Partyzancka Kolonia
Partyzancka Kolonia [pronunciación en polaco: /partɨˈzant͡ska kɔˈlɔɲa/] es una aldea en el distrito administrativo de Gmina Wojsławice, dentro del condado de Chełm, voivodato de Lublin, en el este de Polonia. Se encuentra a unos 3 kilómetros este de Wojsławice, 28 kilómetros sur de Chełm, y 80 kilómetros al sureste de la capital regional Lublin.
El pueblo tiene una población de 150 habitantes.